# Кубок Германии 2018 (хоккей)
Кубок Германии 2018 — XXIX традиционный международный турнир по хоккею с шайбой. Состоялся 8 — 11 ноября 2018 года в г. Крефельд (ФРГ) на арене Königpalast.
Состав участников: сборные Германии, России (олимпийская), Словакии и Швейцарии. Соревнование проводилось в один круг — каждая команда сыграла с каждой по одному матчу, места распределились в зависимости от набранных очков. Россияне не проиграли ни одной встречи и стали обладателями кубка.

## Матчи
| 8 ноября 2018 15.30 | Словакия | 2 : 3 (1:0, 0:2, 1:1) | Швейцария | Арена Königpalast, Крефельд Зрителей: 3500 |

| Отчёт                                                                                         | Отчёт               | Отчёт | Отчёт       | Отчёт                     |
| --------------------------------------------------------------------------------------------- | ------------------- | --- | ----------- | ------------------------- |
|                                                                                               |                     | |             |                           |
|                                                                                               | Ярослав Янус        | Вратари | Готье Деклу | Судьи: Иверт Андре Шредер |
|                                                                                               | Голы:               | |             | Судьи: Иверт Андре Шредер |
| Давид Бондра (М. Шукель, Т. Малец) — 01:54 Марцел Гащак (Р. Пулис, М. Чернат) - (бол) — 42:50 | 1:0 1:1 1:2 2:2 2:3 | 29:03 — Дарио Шимион (К. Берчи) 37:53 — Род Ноу (К. Берчи) 47:54 - (бол) — Инти Пештони (К. Берчи, Дж. Фукс) |             | Судьи: Иверт Андре Шредер |
|                                                                                               |                     | |             | Судьи: Иверт Андре Шредер |
|                                                                                               |                     | |             | Судьи: Иверт Андре Шредер |
|                                                                                               |                     | |             | Судьи: Иверт Андре Шредер |
| 8 мин                                                                                         | Штраф               | 6 мин |             | Судьи: Иверт Андре Шредер |
|                                                                                               |                     | |             |                           |
|                                                                                               | 25                  | Броски | 23          |                           |

| 8 ноября 2018 19.00 | Германия | 3 : 4 (ОТ) (0:1, 3:1, 0:1, 0:1) | Россия | Арена Königpalast, Крефельд Зрителей: 4180 |

| Отчёт | Отчёт                       | Отчёт | Отчёт        | Отчёт                      |
| --- | --------------------------- | --- | ------------ | -------------------------- |
| |                             | |              |                            |
| | Матиас Нидербергер          | Вратари | Игорь Бобков | Судьи: Копитц Гордон Шукис |
| | Голы:                       | |              | Судьи: Копитц Гордон Шукис |
| Ло Пфёдерль (М. Плахта, С. Акдаг) - (бол) — 20:53 Ло Пфёдерль (Д. Вольф, М. Плахта)-(бол) — 28:05 Ф. Мауэр — 39:38 | 0:1 1:1 1:2 2:2 3:2 3:3 3:4 | 16:08 — (мен) - Николай Демидов (А.Чибисов) 23:50 — Дмитрий Юдин (Н. Прохоркин) 50:17 — Андрей Чибисов (Д. Юдин, Н. Прохоркин) 60:22 — Артём Земчёнок (А. Светлаков, К. Окулов К.) |              | Судьи: Копитц Гордон Шукис |
| |                             | |              | Судьи: Копитц Гордон Шукис |
| |                             | |              | Судьи: Копитц Гордон Шукис |
| |                             | |              | Судьи: Копитц Гордон Шукис |
| 6 мин | Штраф                       | 8 мин |              | Судьи: Копитц Гордон Шукис |
| |                             | |              |                            |
| | 41                          | Броски | 39           |                            |

| 10 ноября 2018 13.30 | Германия | 3 : 4 (Б) (1:2, 0:1, 2:0, 0:0, 0:1) | Швейцария | Арена Königpalast, Крефельд Зрителей: 6113 |

| Отчёт | Отчёт                       | Отчёт | Отчёт        | Отчёт              |
| --- | --------------------------- | --- | ------------ | ------------------ |
| |                             | |              |                    |
| | Денни Аус Ден Биркен        | Вратари | Лукас Флюлер | Судьи: Бауэр Хоппе |
| | Голы:                       | |              | Судьи: Бауэр Хоппе |
| Леонард Пфёдерль (Д. Пиетта) - (бол) — 01:27 Лин Бергманн (Ф. Пфоль) — 51:32 Марсель Небелс (М. Кинк, Б. Эбнер) — 59:19 | 1:0 1:1 1:2 1:3 2:3 3:3 3:4 | 02:20 — Янник Геррен (Л. Марчини, С. Крейс) 09:09 — Род Ноа (К. Берчи) 28:03 — Род Ноа (М. Фора) 65:00 — (ПБ) Лино Марчини |              | Судьи: Бауэр Хоппе |
| |                             | |              | Судьи: Бауэр Хоппе |
| |                             | |              | Судьи: Бауэр Хоппе |
| |                             | |              | Судьи: Бауэр Хоппе |
| 8 мин | Штраф                       | 8 мин |              | Судьи: Бауэр Хоппе |
| |                             | |              |                    |
| | 32                          | Броски | 49           |                    |

| 10 ноября 2018 17.00 | Россия | 2 : 1 (1:1, 0:0, 1:0) | Словакия | Арена Königpalast, Крефельд Зрителей: 6207 |

| Отчёт                                                                                     | Отчёт            | Отчёт                            | Отчёт        | Отчёт                       |
| ----------------------------------------------------------------------------------------- | ---------------- | -------------------------------- | ------------ | --------------------------- |
|                                                                                           |                  |                                  |              |                             |
|                                                                                           | Василий Демченко | Вратари                          | Ярослав Янус | Судьи: Хунниус Канненгиссер |
|                                                                                           | Голы:            |                                  |              | Судьи: Хунниус Канненгиссер |
| Никита Михайлов (А. Манукян) — 13:50 Константин Окулов (А. Светлаков, Н. Демидов) — 41:05 | 0:1 1:1 2:1      | 08:10 — Андрей Кудрна (Ю. Микуш) |              | Судьи: Хунниус Канненгиссер |
|                                                                                           |                  |                                  |              | Судьи: Хунниус Канненгиссер |
|                                                                                           |                  |                                  |              | Судьи: Хунниус Канненгиссер |
|                                                                                           |                  |                                  |              | Судьи: Хунниус Канненгиссер |
| 8 мин                                                                                     | Штраф            | 14 мин                           |              | Судьи: Хунниус Канненгиссер |
|                                                                                           |                  |                                  |              |                             |
|                                                                                           | 29               | Броски                           | 24           |                             |

| 11 ноября 2018 11.00 | Швейцария | 2 : 4 (2:1, 0:1, 0:2) | Россия | Арена Königpalast, Крефельд Зрителей: 3665 |

| Отчёт                                                | Отчёт                   | Отчёт | Отчёт        | Отчёт                     |
| ---------------------------------------------------- | ----------------------- | --- | ------------ | ------------------------- |
|                                                      |                         | |              |                           |
|                                                      | Гиллес Сенн             | Вратари | Игорь Бобков | Судьи: Бауэр Канненгиссер |
|                                                      | Голы:                   | |              | Судьи: Бауэр Канненгиссер |
| Роджер Каррер - (бол) — 11:54 Кристоф Берцки — 17:05 | 0:1 1:1 2:1 2:2 2:3 2:4 | 02:11 — (бол) - Даниил Ильин (Р. Рафиков, А. Каюмов) 31:16 — Артем Земчёнок (В. Ткачёв) 43:20 — (бол) - Роман Абросимов (А. Чибисов, Н. Прохоркин) 51:38 — Дмитрий Юдин (Р. Рафиков) |              | Судьи: Бауэр Канненгиссер |
|                                                      |                         | |              | Судьи: Бауэр Канненгиссер |
|                                                      |                         | |              | Судьи: Бауэр Канненгиссер |
|                                                      |                         | |              | Судьи: Бауэр Канненгиссер |
| 41 мин                                               | Штраф                   | 45 мин |              | Судьи: Бауэр Канненгиссер |
|                                                      |                         | |              |                           |
|                                                      | 27                      | Броски | 40           |                           |

| 11 ноября 2018 14.30 | Германия | 0 : 2 (0:0, 0:0, 0:2) | Словакия | Арена Königpalast, Крефельд Зрителей: 4295 |

| Отчёт | Отчёт          | Отчёт                                                                            | Отчёт             | Отчёт                |
| ----- | -------------- | -------------------------------------------------------------------------------- | ----------------- | -------------------- |
|       |                |                                                                                  |                   |                      |
|       | Тройтле Никлас | Вратари                                                                          | Кошаристан Андрей | Судьи: Хоппе Хунниус |
|       | Голы:          |                                                                                  |                   | Судьи: Хоппе Хунниус |
|       | 0:1 0:2        | 54:37 — Марцел Гашчак (П. Черешняк) 55:01 — Радован Пулиш (М. Бубела, Д. Шолтес) |                   | Судьи: Хоппе Хунниус |
|       |                |                                                                                  |                   | Судьи: Хоппе Хунниус |
|       |                |                                                                                  |                   | Судьи: Хоппе Хунниус |
|       |                |                                                                                  |                   | Судьи: Хоппе Хунниус |
| 8 мин | Штраф          | 8 мин                                                                            |                   | Судьи: Хоппе Хунниус |
|       |                |                                                                                  |                   |                      |
|       | 34             | Броски                                                                           | 38                |                      |

## Итоговая таблица
| М | Сборная   | И | В | ВО | ПО | П | Шайбы  | О |
| - | --------- | - | - | -- | -- | - | ------ | - |
| 1 | Россия    | 3 | 2 | 1  | 0  | 0 | 10 - 6 | 8 |
| 2 | Швейцария | 3 | 1 | 1  | 0  | 1 | 9 - 9  | 5 |
| 3 | Словакия  | 3 | 1 | 0  | 0  | 2 | 5 - 5  | 3 |
| 4 | Германия  | 3 | 0 | 0  | 2  | 1 | 6 - 10 | 2 |

## Лучшие игроки
- Бомбардир:  Кристоф Берчи — 5 (1+4) очков.

## Победитель
| Победитель Кубка Германии 2018 |
| Россия Шестой титул            |